# Ouamri
Ouamri là một đô thị thuộc tỉnh Médéa, Algérie. Dân số thời điểm năm 2002 là 14.724 người.